# Filosofia islamica

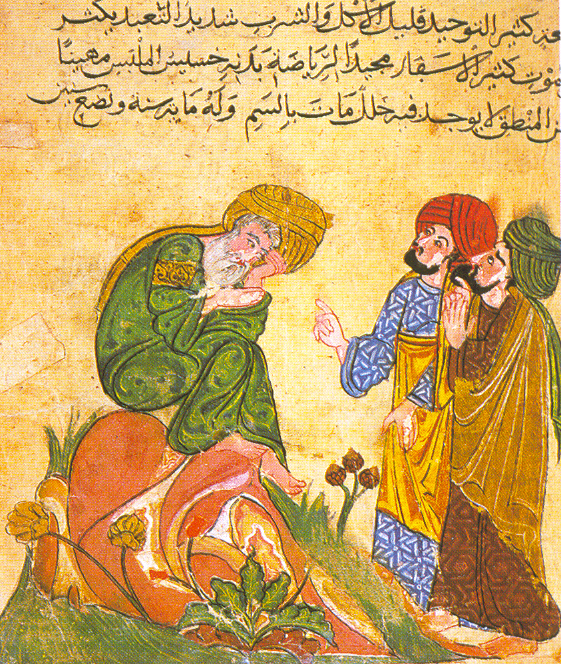
Rappresentazione di Socrate in un manoscritto arabo illustrato del XIII secolo.

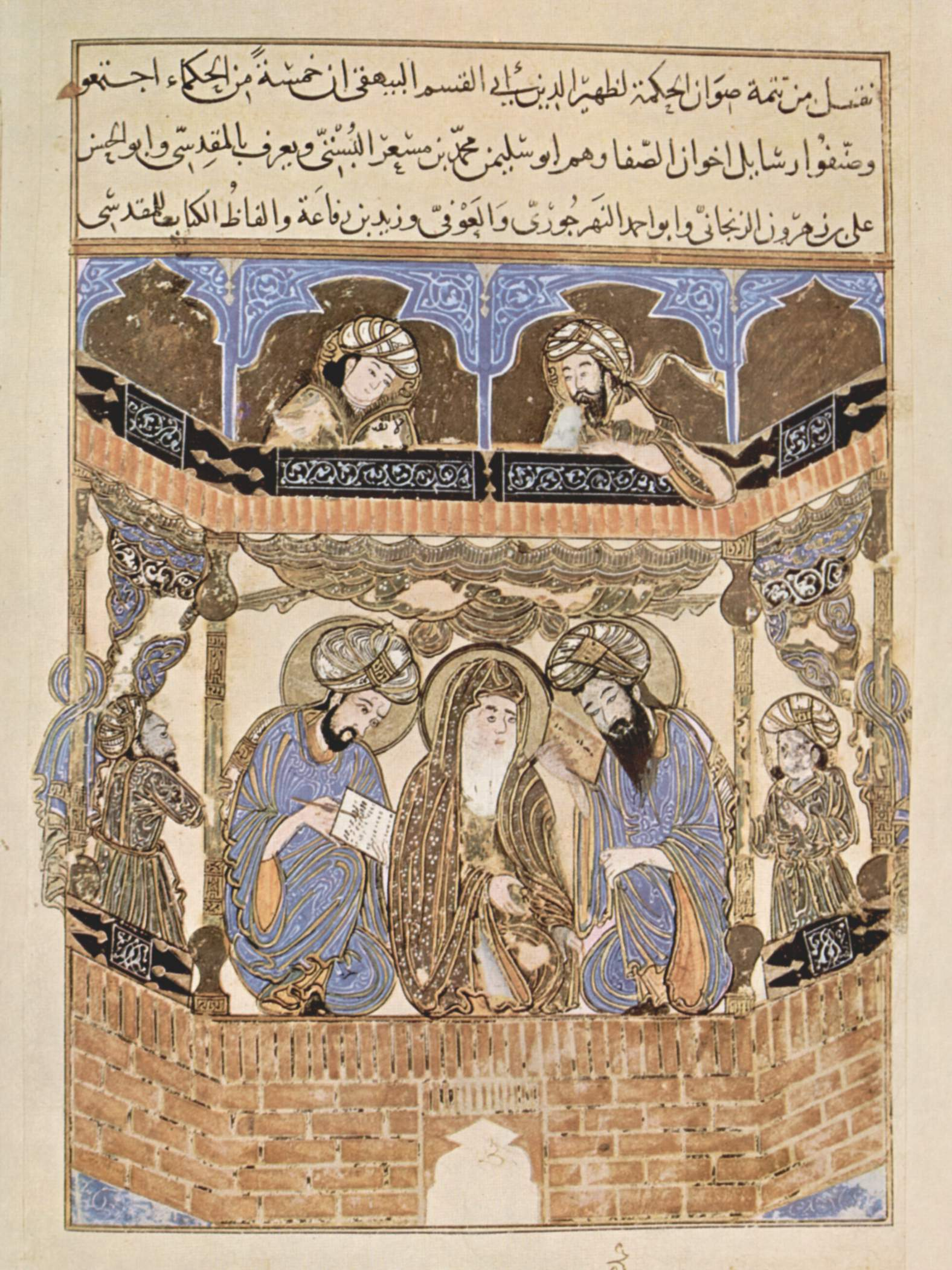
Manoscritto miniato del 1287 che raffigura i Fratelli della Purità, un gruppo di filosofi musulmani del X secolo.

La filosofia islamica (in arabo الفلسفة الإسلامية‎?, al-falsafa al-islāmiyya) interessa l'insieme delle questioni filosofiche sollevate dai pensatori musulmani.
Nel mondo musulmano, il filosofo è detto faylasúf (pl. falāsifa), e la filosofia fálsafa (dal greco antico φιλοσοφία).
Essi furono credenti come tutti gli altri nel mondo musulmano, solo che nella ricerca della verità si avvalsero degli strumenti loro forniti dalla filosofia greca, che cercarono di mettere in sintonia con la propria religione.
Durante il Medioevo, in particolare, si deve agli Arabi il mantenimento di una tradizione filosofica facente capo ad Aristotele, che fu commentato e tradotto generando interessi verso le scienze naturali. Si trattava di un aristotelismo penetrato in Vicino Oriente attraverso l'interpretazione che ne aveva dato in epoca ellenistica Alessandro di Afrodisia, mescolato con motivi giudaici, cristiani, e soprattutto neoplatonici. In questo sincretismo di culture, favorito dall'espansione arabo-islamica verso l'Occidente, erano fioriti nuovi centri come Bassora, Baghdad, Granada, Cordova, e Palermo.
Tra le figure più importanti in ambito islamico, che cercarono di conciliare l'adesione al Corano con le esigenze della ragione, vi furono al-Kindi, al-Farabi, Ibn Bajja, Avicenna (o Ibn-Sina) e Averroè (o Ibn-Rushd).

## In epoca abbaside
L'evoluzione della filosofia islamica fu poi sostenuta da un ricco movimento di traduzione dal greco e dal persiano all'arabo avvenuta in epoca abbaside. I sovrani musulmani erano infatti interessati a molteplici questioni di carattere filosofico, le quali li avrebbero aiutati in diverse problematiche di tipo teologico, astrologico ma anche politico.
Dopo la rivoluzione abbaside serviva infatti dare legittimità alla nuova dinastia. Serviva quindi trovare testi che potessero aiutare i nuovi califfi nella loro missione. Il sovrano Al-Mansur, in particolare, attinse all'eredità zoroastriana per convincere il popolo della legittimità del suo casato e spostò la sua capitale da Damasco a Baghdad, fatta costruire proprio da lui seguendo una perfetta pianta circolare. 
Se lo spostamento del centro di potere dalla Siria ancora parzialmente greca alla Mesopotamia aveva indotto la necessità di procurarsi traduzioni migliori di quelle siriache, ai sovrani abbasidi serviva poi affermare la superiorità dell'Islam sulle altre religioni presenti nel califfato, e una maniera per farlo sarebbe stata attingere alla cultura greca invece rifiutata dagli stessi bizantini ortodossi. Ciò avrebbe portato, contrariamente al periodo umayyade, non solo al commissionamento di traduzioni da parte del Califfo, ma anche di una sempre più allargata classe dirigente ed imprenditoriale, in nome di un'eredità greca che gli Arabi, al contrario degli stessi greci, sapevano raccogliere. Le conoscenze sarebbero poi state usate per sostenere lunghe diatribe e dibattiti teologici e filosofici con savi cristiani.
Oltre a trattati di medicina, astrologia e politica, furono poi tradotte molteplici opere a carattere filosofico, soprattutto Aristotele (Metafisica, Organon) e Platone (Repubblica, Teeteto), ma anche Democrito, Plotino e decine di altri autori più o meno noti. Tutto ciò avrebbe poi portato gli esperti a considerare il mondo islamico come un secondo occidente in quanto erede non solo della stessa matrice abramitica, ma anche della stessa grecità.

## Caratteristiche
La filosofia islamica prese vari orientamenti, tutti improntati più verso un eclettismo, dovuto forse alla mancanza di strumenti critici quando contributi esterni all'Islam venivano accettati, che verso una direzione propria, e tutti segnati dalla necessità di adattare questi contributi ai principi religiosi dell'Islam.

## Filosofia islamica classica

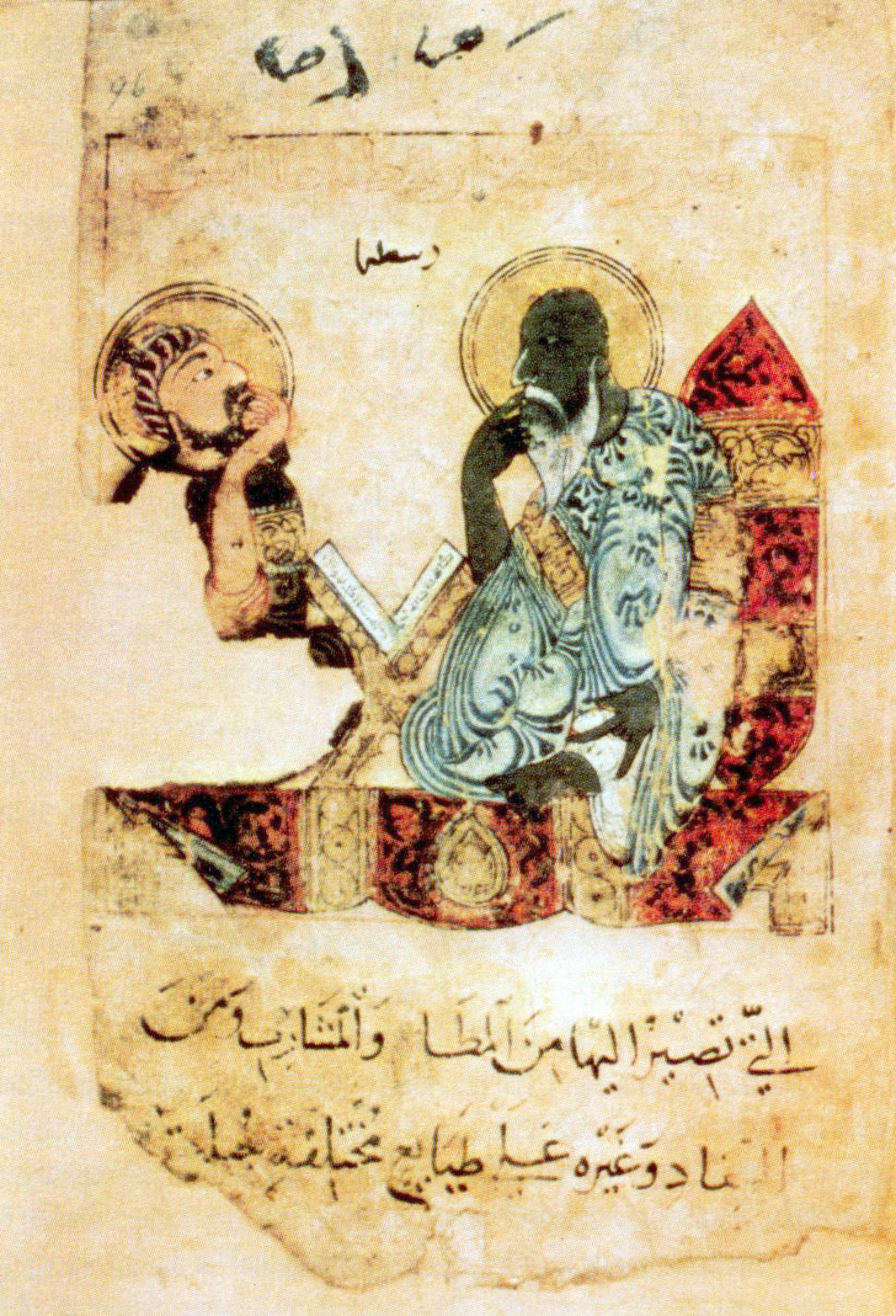
Un'immagine araba medievale raffigurante Aristotele che insegna ad uno studente.

Tra l'VIII e il XVI secolo d.C., durante la cosiddetta Epoca d'oro islamica, un fiorente periodo di progresso che nel tempo ha influenzato le varie scienze moderne, il filosofo arabo al-Kindi diede inizio a ciò che oggi chiamiamo Filosofia islamica classica. Essa è la più antica filosofia araba, che comprende dottrine circa l'universo, la vita, la società, l'etica e altre questioni riguardanti l'Islam e il suo mondo. 
All'interno della filosofia islamica bisogna sottolineare due concetti:
- Kalām: letteralmente indica una filosofia scolastica, una filosofia cioè che si occupa a comprendere e a spiegare con la ragione i dogmi religiosi, i quali nella visione della religione dovrebbero essere accettati e presi come veri senza bisogno di prove o interpretazioni;
- Falsafah: significa scienza ragionata intesa come logica, matematica e fisica che segue le dottrine platoniche o aristoteliche, che vennero tradotte e diffuse successivamente tramite traduzioni e commenti arabi nel mondo medievale latino cristiano, in cui a quel tempo la lingua greca era diventata sconosciuta.

## Averroè (o Ibn-Rushd)

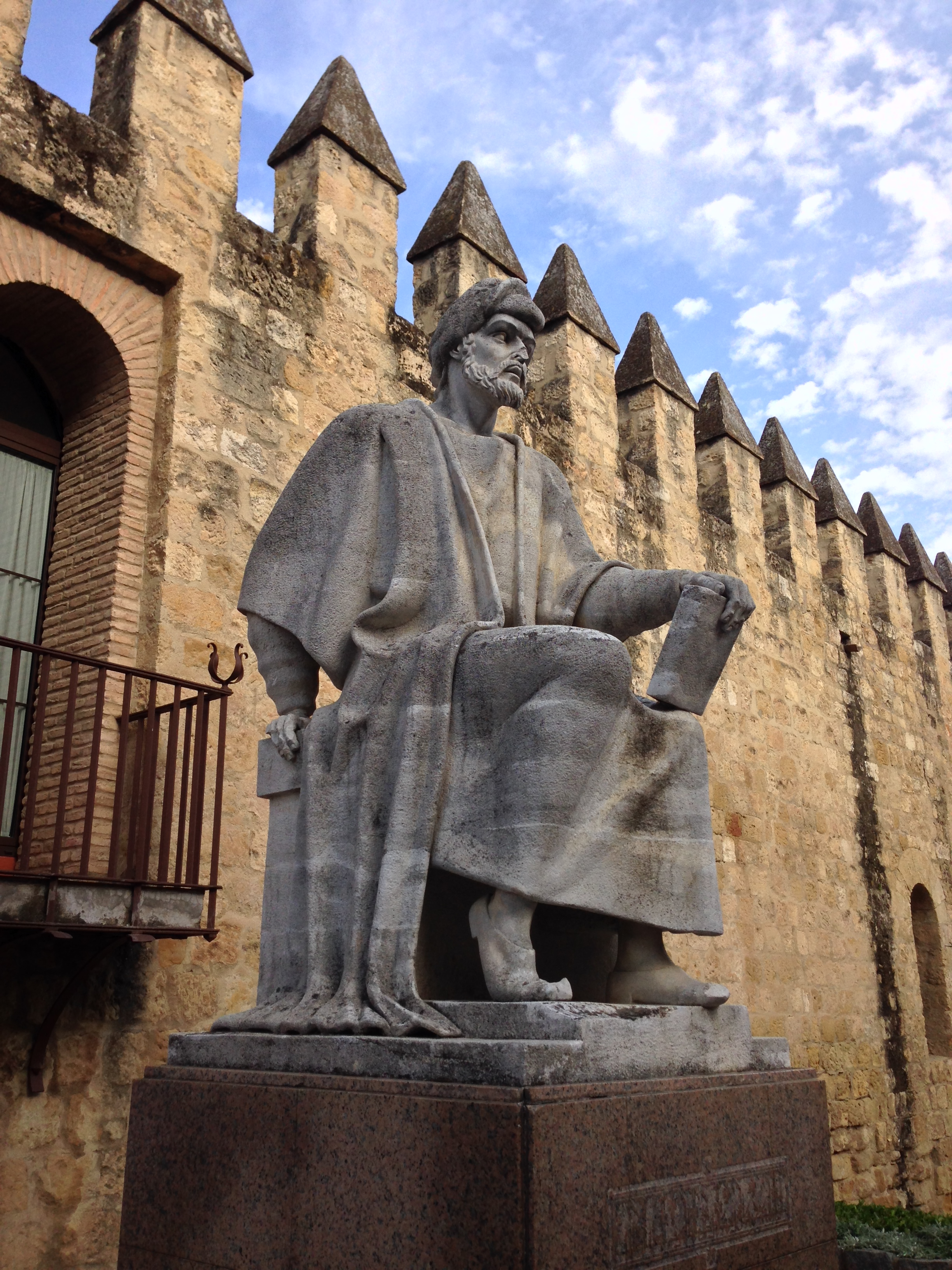
Statua di Averroè a Cordova

Il più illustre filosofo della filosofia islamica classica è Ibn-Rushd, conosciuto meglio come Averroè.
Egli nacque a Cordova e morì in esilio a Marrakesh a causa dei suoi pensieri filosofici. 

Le sue dottrine si basano, come la filosofia islamica a venire, sulla definizione data dal suo predecessore Ibn-Sina (Avicenna) riguardo alla vera essenza della filosofia araba. Avicenna infatti sostiene che: 
“Se una cosa non è necessaria in rapporto a se stessa, bisogna che sia possibile in rapporto a se stessa, ma necessaria in rapporto a una cosa diversa.” - (Avicenna, Metafisica, II, 1, 2)
Quindi tutto ha la necessità di esistere e di accadere perché tutto è frutto di un processo a catena infrangibile basato sulla necessità di esistere o di accadere: le cose esistono e dunque sono necessarie, perché derivanti da Dio, essere necessario; ciò che accade lo fa perché è necessario e non potrebbe essere diversamente, in quanto è l’ordine del mondo a guidare le azioni dell’uomo che non ci si può ribellare.
Anche riguardo alla tematica della creazione e dell’eternità del mondo ci sono somiglianze tra i pensieri filosofici dei due. Tuttavia, a differenza di Ibn-Sina, Ibn-Rushd considera il mondo come una creazione dovuta non alla volontà divina ma alla manifestazione necessaria della perfezione divina.
Averroè ebbe sempre una forte inclinazione verso Aristotele, le cui dottrine venivano da lui considerate come la Verità stessa, quasi un metodo scientifico con cui esprimere e spiegare la religione musulmana. Nella sua concezione però esistevano due tipi di verità, la verità religiosa e quella filosofica, e nonostante gli opposti metodi d’approccio usati rispettivamente dall’Islam e dalla filosofia islamica, egli non le considerava ad essere in conflitto, perché entrambe, sia la religione che la filosofia usavano due vie differenti per arrivare alla stessa Verità.
Degne di nota, inoltre, sono le sue modifiche alle dottrine sull’intelletto di al-Kindi e di Ibn-Sina: mentre gli ultimi due parlavano di tre tipi di intelletto, attivo (cioè divino), potenziale (ovvero materiale, di base, proprio dell’essere umano) e acquisito (ossia quello che produce le conoscenze tramite i sensi, e dunque anche esso materiale), Averroè riprese questi concetti considerando però l’intelletto potenziale più vicino a quello divino.
Con la morte di Averroè ebbe fine anche la filosofia islamica classica, alla quale seguirono correnti di pensiero molto simili alla filosofia di Averroè e dei suoi coevi.

## Filosofia islamica moderna

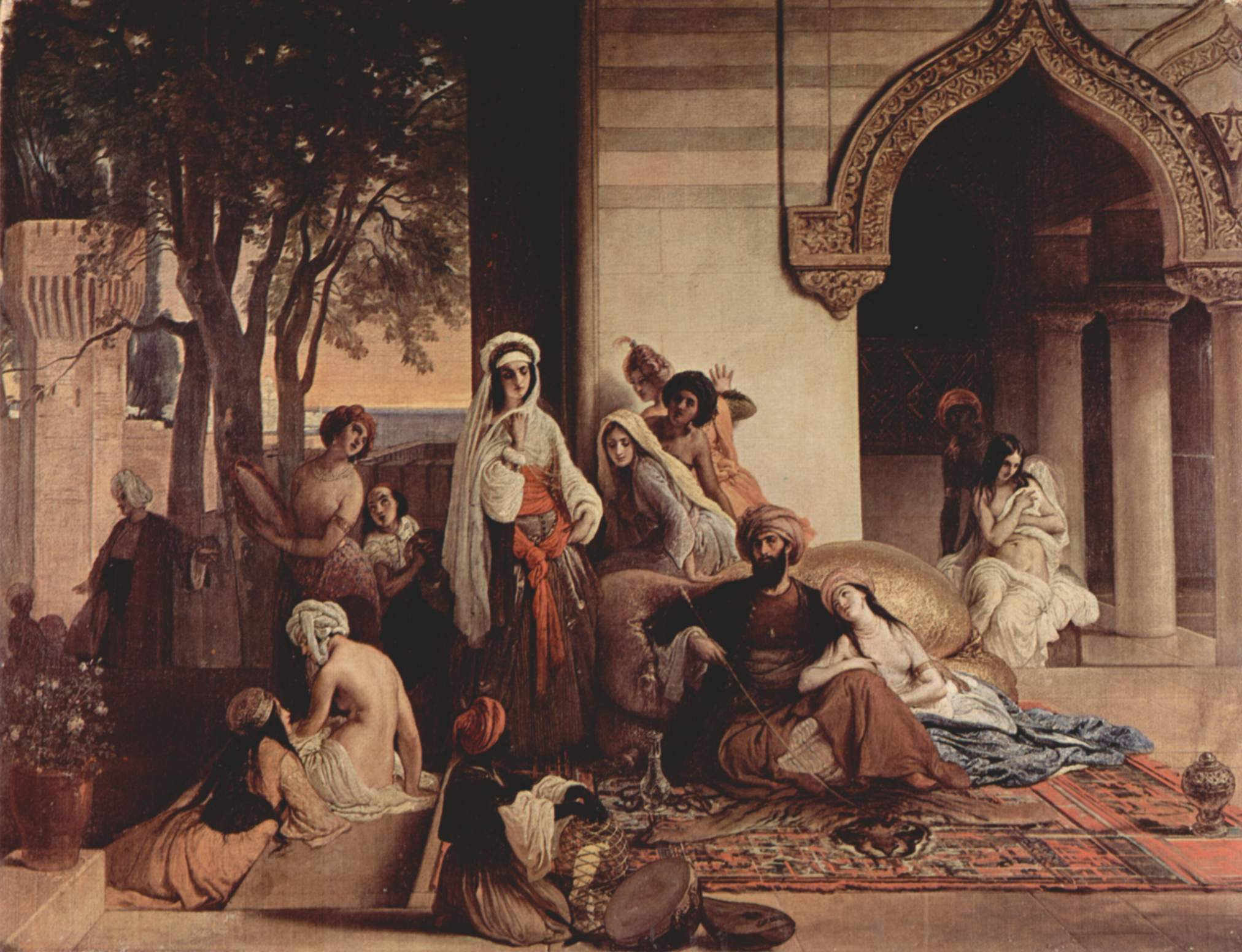
La nuova preferita in harem, di Francesco Hayez (Milano, 1866)

Tra i più importanti pensatori della filosofia islamica moderna possiamo ricordare Mulla Sadra.